# Luana Costa
Luana Maria da Silva Costa (Peri-Mirim, 14 de outubro de 1969), é uma dentista e política brasileira, atualmente deputada federal pelo Partido Social Cristão (PSC).
Esposa do prefeito de Santa Inês e ex-deputado, Ribamar Alves. Disputou em 2014 uma vaga para a Câmara dos Deputados, terminou a disputa como primeira suplente da coligação, com pouco mais de 51 mil votos. Após a morte do deputado João Castelo (PSDB), em 19 de dezembro de 2016, tomou posse para exercer o restante do mandato. 
Em abril de 2017, votou a Reforma Trabalhista. Em agosto de 2017, votou a favor do processo em que se pedia abertura de investigação do então Presidente Michel Temer.